# Кална
Кална (рум. Calna) — село у повіті Клуж в Румунії. Входить до складу комуни Вад.
Село розташоване на відстані 358 км на північний захід від Бухареста, 44 км на північ від Клуж-Напоки.

## Населення
За даними перепису населення 2002 року у селі проживали 156 осіб, з них 155 осіб (99,4%) румунів. Рідною мовою 155 осіб (99,4%) назвали румунську.